# Felix Deutsch

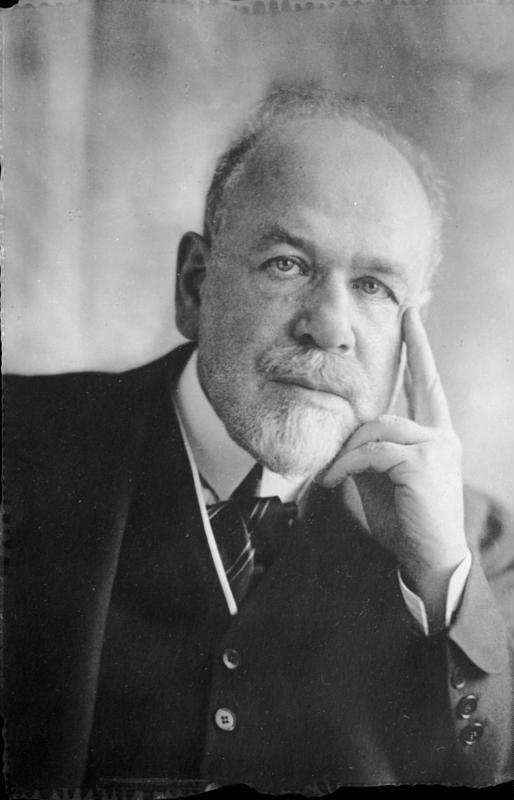
Felix Deutsch (1928)

Felix Deutsch, född 16 maj 1858, död 19 maj 1928, var en tysk industriman.
Deutsch anställdes av Emil Rathenau i det av denne 1883 stiftade AEG. Efter Rathenaus död 1915 blev Deutsch företagets direktör. Tack vare Deutsch skapades företagets stora försäljningsorganisation. Efter första världskriget ivrade Deutsch för återupptagandet av handelsförbindelser med Sovjetunionen. Deutsch har vid sidan om ett flertal tidningsuppsatser i näringspolitiska frågor utgett Was haben die Angestellten von der Sozialiserung zu erwarten (1919).